# Spohla

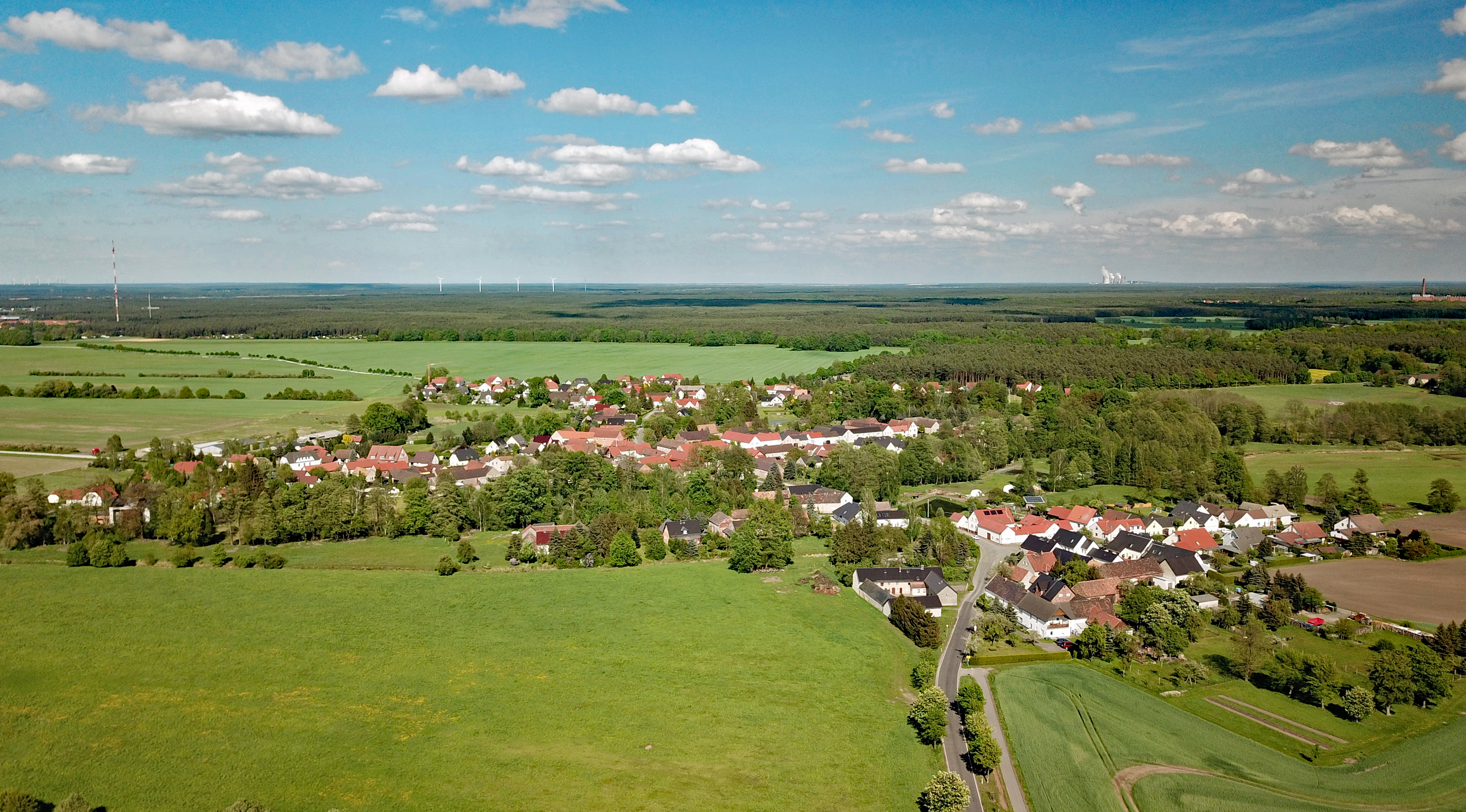
Luftbild

Spohla, obersorbisch Spaleⓘ, ist ein Dorf in der ostsächsischen Oberlausitz. Es ist ein Ortsteil der Stadt Wittichenau und liegt im sorbischen Siedlungsgebiet im Landkreis Bautzen.

## Geografie
Spohla liegt zwischen den Städten Wittichenau und Hoyerswerda und ist von einem umfassenden Wassernetz umgeben. Das Dorf wird vom Alten Schwarzwasser und von verschiedenen Bächen und Kanälen durchflossen. Diese boten die Voraussetzung zur Entstehung zweier Mühlen. Der Ort befindet sich zwischen der Wudra, einem begradigten Arm der Schwarzen Elster, im Westen und dem Schwarzwassergraben, dem heutigen Bett des Hoyerswerdaer Schwarzwassers, im Osten.

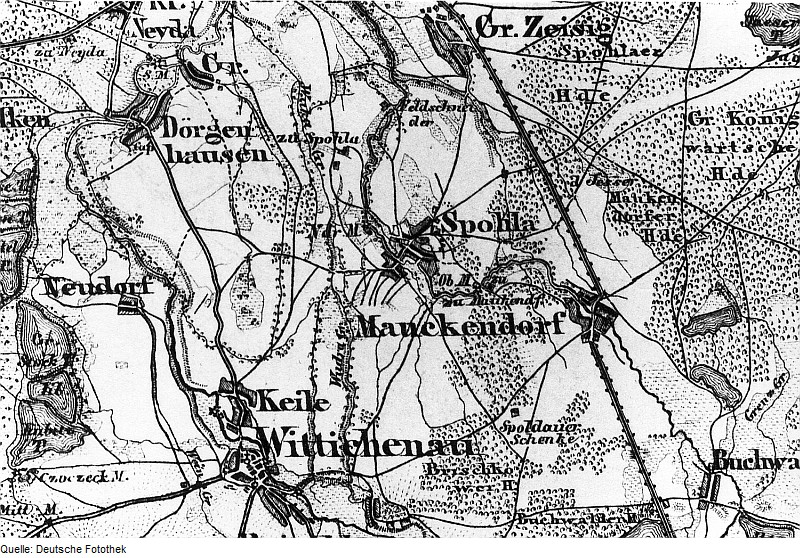
Topographische Karte vom Preußischen Staate, Bl. 250 Hoyerswerda mit Spohla

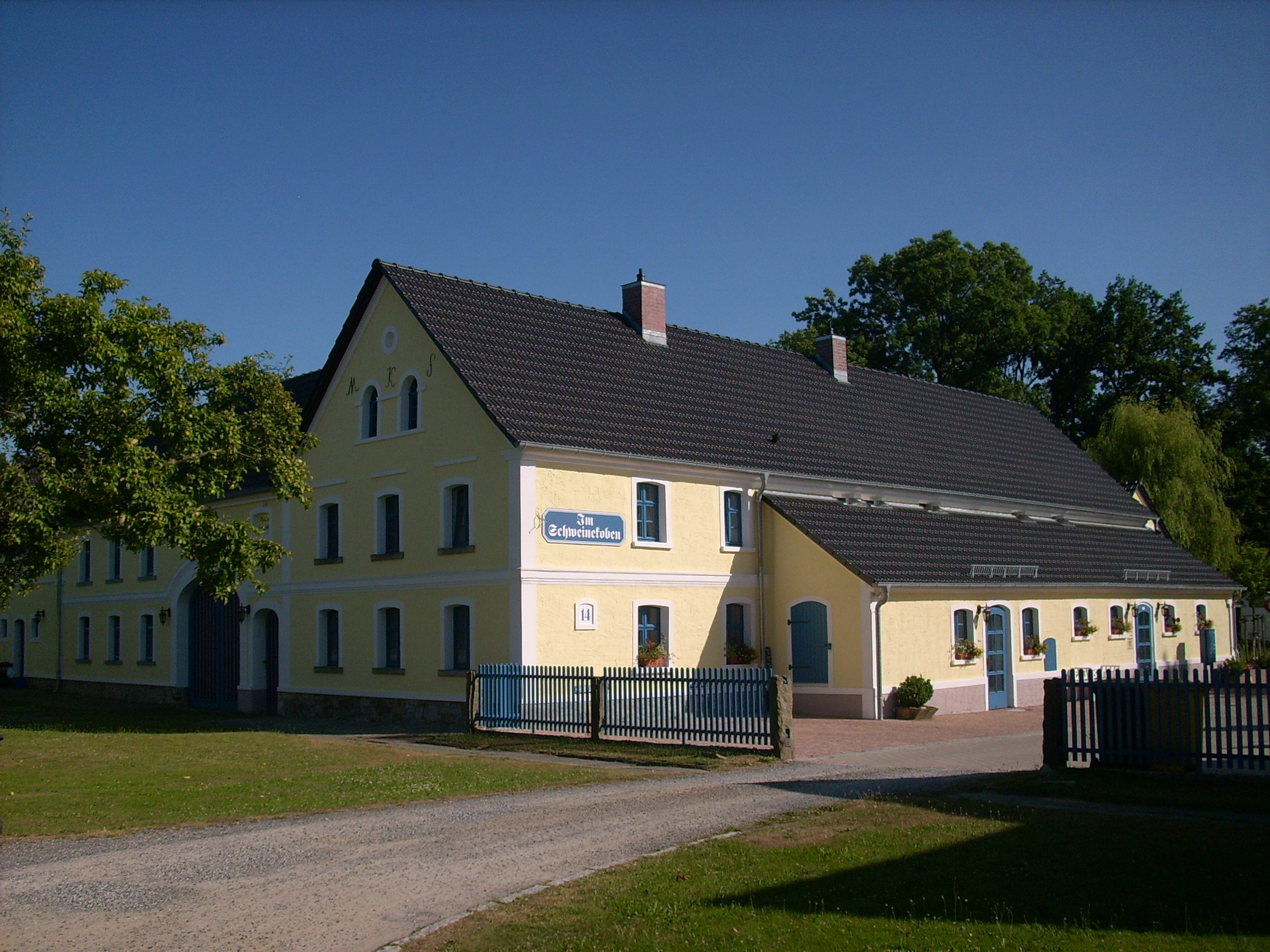
Die Pension „Im Schweinekoben“ in der Großen Gasse

## Geschichte
Spohla wurde erstmals 1374 als Spole erwähnt und war bis ins 20. Jahrhundert überwiegend sorbisch geprägt. Für seine Statistik über die sorbische Bevölkerung in der Oberlausitz ermittelte Arnošt Muka in den achtziger Jahren des 19. Jahrhunderts eine Bevölkerungszahl von 374 ausnahmslos sorbischen Einwohnern. Ernst Tschernik zählte 1956 in der Gemeinde Spohla 1956 noch immer einen sorbischsprachigen Anteil von 76 % der Bevölkerung. Seither ist der Gebrauch des Sorbischen weiter zurückgegangen.
Während der Zeit der NS-Diktatur wurde der slawischstämmige Ortsname 1936 durch Brandhofen ersetzt, eine freie Übersetzung. Im Zweiten Weltkrieg wurde in Brandhofen ein Außenlager des KZ Groß-Rosen errichtet. Bereits auf seiner ersten Sitzung nach Kriegsende machte der neu gewählte Ortschaftsrat die nationalsozialistische Umbenennung im November 1945 rückgängig.
Nach der Wende entstand ein Neubaugebiet im Norden des Dorfes. Dadurch stieg die Einwohnerzahl auf ca. 600 an. Am 1. Januar 1995 wurde der Ort nach Wittichenau eingemeindet.

## Ort
Mittelpunkt des Dorfes ist die Große Gasse, in der sich auch zwei Gaststätten befinden. Spohla verfügt über einen Sportplatz mit Vereinshaus, einen Kinderspielplatz, einen Friedhof, eine kleine Kapelle, einige Teiche, ein Wildgehege und zwei Mühlen. Die Untermühle ist eines der Kulturdenkmale Spohlas.
Wirtschaftlich ist der Ort nur mäßig durch wenige Handwerksbetriebe (Schmiede, Schlosserei, …) und Kleindienstleister (Friseur und Naturheilpraxis) erschlossen.

## Traditionen und Bräuche
In der sorbischen Vergangenheit Spohlas entwickelten sich einige Bräuche, die bis heute das Dorfleben bestimmen. Dazu zählen das Zampern und das Fastnachtsbiertrinken der Männer während der Faschingszeit, welche aufgrund der Nähe zur Karnevalshochburg Wittichenau auch in Spohla einen sehr hohen Stellenwert hat. Am 30. April folgt das jährliche Hexenbrennen und im Mai das Maibaumwerfen, ehe im Spätsommer das Stoppelreiten stattfindet, ein Pferderennen, bei dem alljährlich zahlreiche Reiter und Reitställe der Region vertreten sind. Des Weiteren gilt Spohla als Geburtsort der Lausitzer Sagengestalt Martin Pumphutt.